# Giacomo Simonetta
Giacomo Simonetta (Milano, 1475 circa – Roma, 2 novembre 1539) è stato un cardinale e vescovo cattolico italiano.
Era figlio di Giovanni e di Caterina Barbavara; era anche zio del cardinale Ludovico Simonetta.

## Biografia

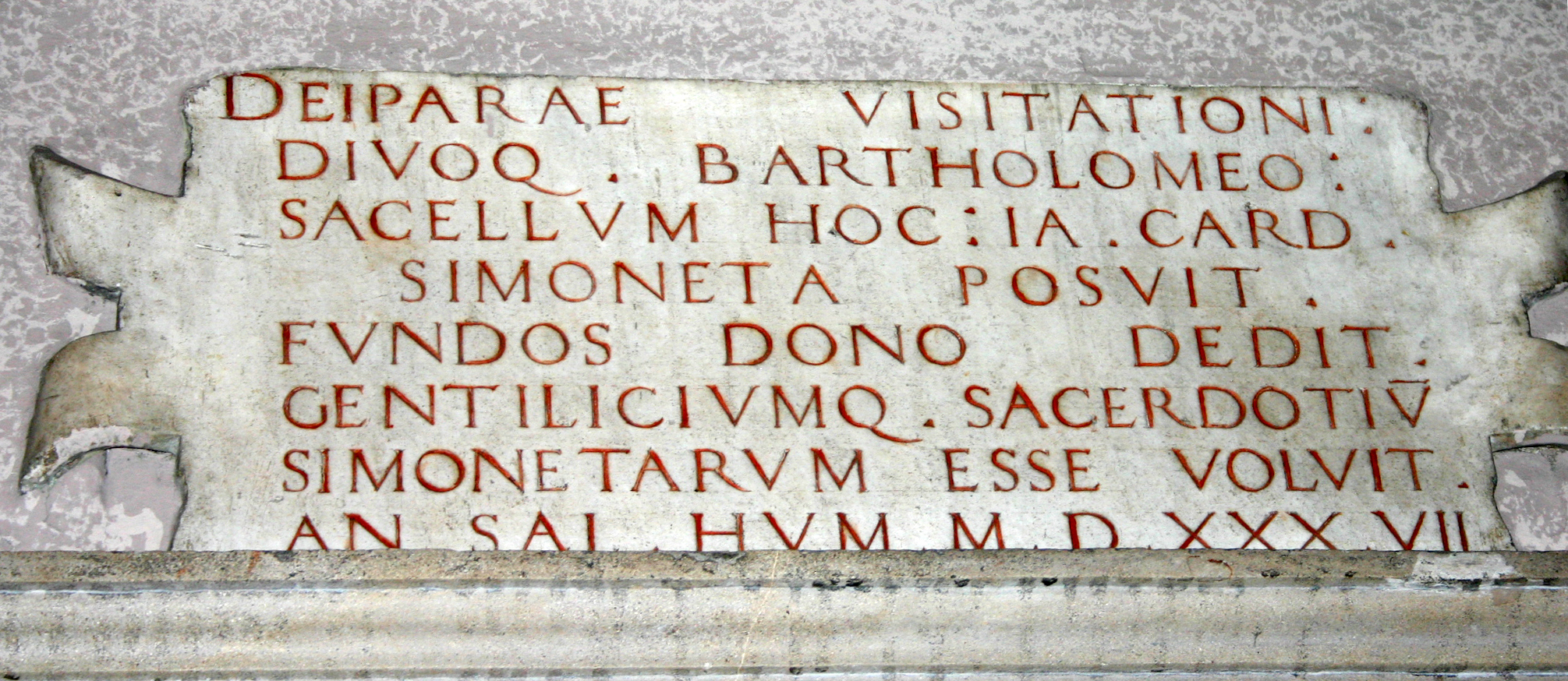

Studiò giurisprudenza a Milano, divenendo avvocato.
Nel 1528 divenne vescovo di Pesaro, carica che mantenne fino alla fine del 1537, lasciandola in favore del nipote Ludovico.
Papa Paolo III lo elevò al rango di cardinale nel concistoro del 21 maggio 1535 e ricevette il titolo di cardinale presbitero di San Ciriaco alle Terme ed il 20 dicembre dello stesso anno fu nominato vescovo di Perugia, carica che mantenne fino al 1538. Nel 1536 fu nominato vescovo di Lodi, carica che lasciò nel 1537 in favore del nipote Giovanni. Nello stesso anno optò per il titolo cardinalizio di Sant'Apollinare.
Nel 1538 divenne vescovo di Sutri e Nepi.
Il 10 gennaio 1539 divenne camerlengo del Sacro Collegio, carica che mantenne fino alla sua morte avvenuta in quello stesso anno.

## Genealogia episcopale
La genealogia episcopale è:
- Cardinale Agostino Spinola
- Cardinale Giacomo Simonetta